# Tercera guerra carlista
La tercera guerra carlista fue una guerra civil que tuvo lugar en España de 1872 a 1876, entre los partidarios de Carlos, duque de Madrid, pretendiente carlista al trono, y los gobiernos de Amadeo I, de la I República y de Alfonso XII. Antiguamente fue conocida por la historiografía española como «segunda guerra civil» y algunos historiadores contemporáneos como Jordi Canal la denominan «segunda guerra carlista», negando este nombre a la guerra de los Matiners.
En marzo de 1870, Ramón Cabrera presentó la dimisión como jefe político y militar del carlismo por creer que no se daban las "condiciones razonables de alcanzar el triunfo por las armas" y no querer exponer a España a una nueva guerra civil. El pretendiente, que llevaba meses preparando la insurrección desde el exilio, estableció el 21 de abril de 1872 como la fecha para el comienzo de la sublevación.
Esta guerra civil se desarrolló sobre todo en las Provincias Vascongadas, Navarra y Cataluña. Además de la defensa del orden y la unidad católica, la restauración por parte del pretendiente en julio de 1872 de los fueros abolidos por los decretos de Nueva Planta por Felipe V, influyó en la fuerza del levantamiento en Cataluña y en menor medida en Valencia y Aragón. También se alzaron algunas partidas poco activas por Andalucía, así como el resto del territorio peninsular, especialmente en áreas montañosas donde practicaban el bandolerismo ante su marginalidad y escasa eficacia a la hora de establecer un vínculo con el pueblo que facilitara su actividad guerrillera. A pesar del aumento tanto cualitativo como cuantitativo del ejército carlista, estos volvieron a ver sus esfuerzos frustrados.
La guerra provocó entre 7000 y 50 000 bajas.

## Antecedentes

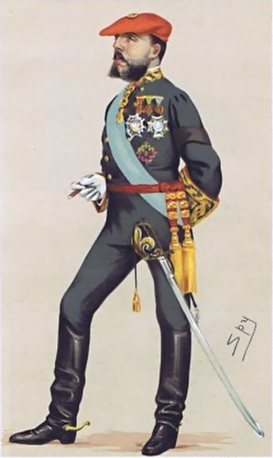
El pretendiente Carlos VII en Vanity Fair

El último intento carlista que obtuvo verdadero apoyo, la guerra de los Matiners, había finalizado en 1849. Se vivieron entonces veinte años de relativa paz en la lucha entre liberales y carlistas, que solo fueron amenazados por el pronunciamiento de Lucas Zabaleta en 1855 y el frustrado alzamiento de 1860 en San Carlos de la Rápita, en el que Carlos VI, pretendiente carlista, fue obligado a renunciar a sus derechos. A pesar de ello, la renuncia nunca se hizo efectiva. Sin embargo, la repentina muerte de Carlos en 1861 abrió un período de desconcierto entre los carlistas, ya que su sucesor, su hermano Juan, era un liberal declarado. La que encabezó el partido carlista esos años fue la princesa de Beira, viuda de Carlos V, primer pretendiente carlista. Finalmente Juan abdicó en 1868, sin haber tenido nunca el poder entre los realistas. El nuevo pretendiente, Carlos VII para los suyos, hijo de Juan y hombre fiel a las ideas tradicionalistas, vio una nueva oportunidad para el carlismo: la revolución de 1868, que había obligado a Isabel II a salir de España. El gobierno revolucionario instauró en España un régimen democrático y posteriormente se eligió como rey al liberal Amadeo de Saboya. Muchos moderados contrarios a este gobierno creyeron en Don Carlos como una alternativa a la separación de la Iglesia y el Estado, la libertad de culto y la educación laica y racionalista, que impusieron los revolucionarios y preocupaba a los católicos. Buena parte de estos conservadores se pasaron al bando carlista, que se convirtió en 1871 en la tercera fuerza más votada en el parlamento. Sin embargo, el triunfo liberal demostró que la vía democrática no era suficiente, y solo un nuevo alzamiento armado haría recalar a Don Carlos en el trono con un régimen tradicionalista, católico y antiliberal.

## El conflicto

### 1872

#### Comienzan las hostilidades
Las elecciones de abril de 1872 dieron a los carlistas una oportunidad para rebelarse. El partido de don Carlos había perdido trece escaños en las elecciones en medio de acusaciones de fraude. La indignación de los tradicionalistas fue máxima. El golpe estaba ya preparado, primero se levantarían a favor de Carlos las guarniciones de ciudades catalanas y de Pamplona, para después rebelarse Bilbao. Por último, una insurrección general en Cataluña, en Navarra y en las Provincias Vascongadas daría comienzo a las operaciones militares. El día elegido para comenzar el proceso fue el 21 de abril, una vez que don Carlos hubo logrado convencer a los gobiernos europeos conservadores de la necesidad de la guerra contra una España liberal. Por orden de Don Carlos, el levantamiento se haría al grito de «¡Abajo el extranjero! ¡Viva España!».

#### Navarra y Provincias Vascongadas

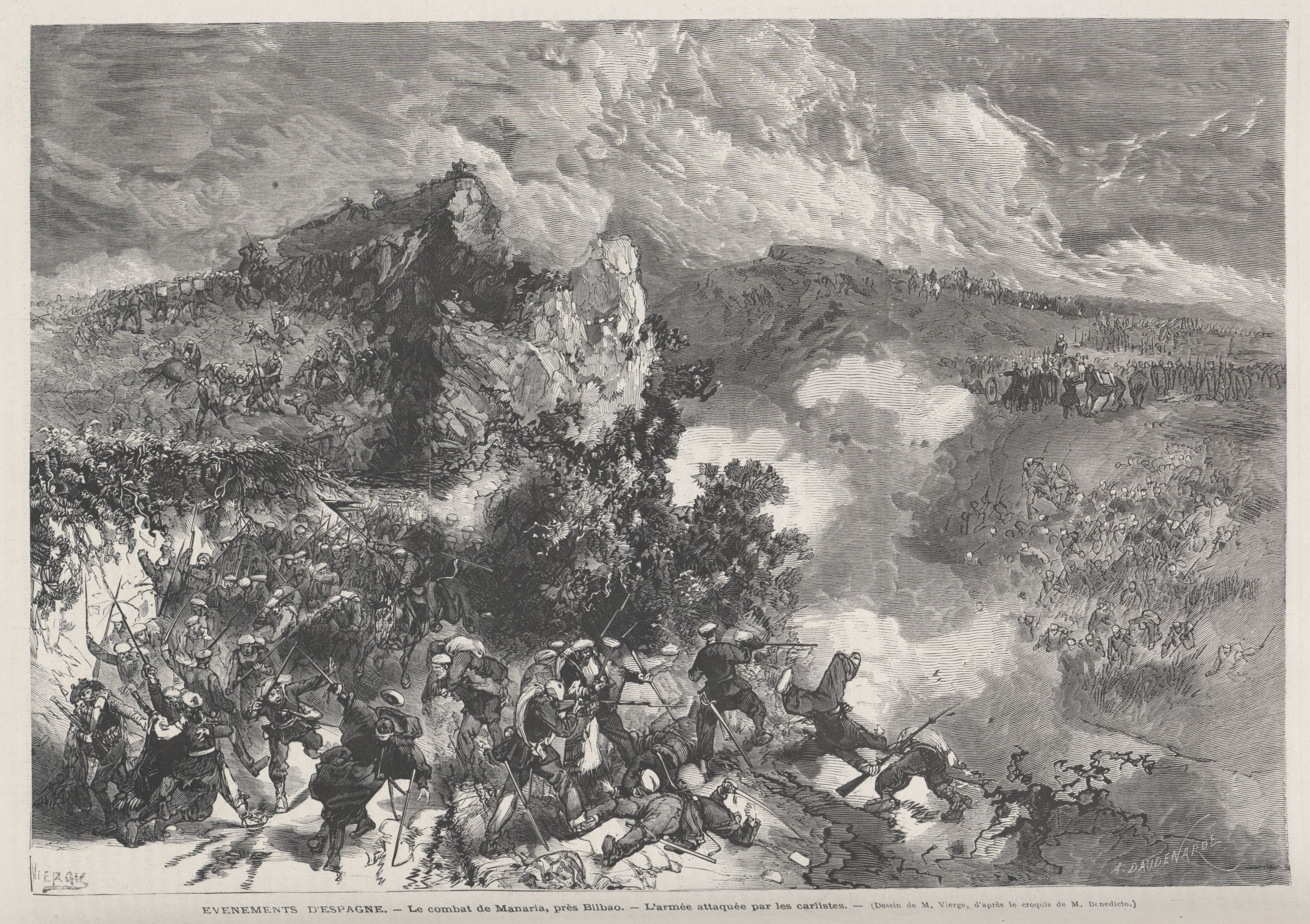
El combate de Mañaria, cerca de Bilbao, dibujo de Vierge (Le Monde Illustré, 14 de mayo de 1872)

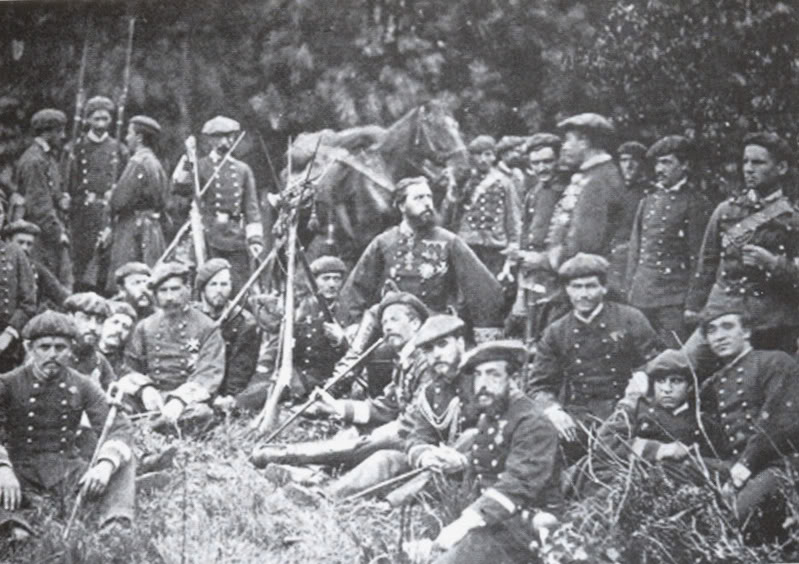
Fotografía de Don Carlos durante la guerra rodeado de voluntarios.

En Navarra y las Provincias Vascongadas, que gozaban aún de un régimen foral —si bien reducido—, triunfaría el alzamiento carlista por segunda vez en 1872 debido principalmente a los desórdenes y el anticlericalismo del Sexenio Democrático. Aunque los carlistas defendían vehementemente el mantenimiento de los fueros, esta reivindicación no sería la causa de que triunfase el alzamiento. Según Angulo y Hormaza, el deseo de conservar los fueros habría sido incluso un impedimento para ir a la guerra, hasta el punto que, al producirse el levantamiento, en una reunión de Zumárraga los representantes forales vascongados llegaron a exclamar: «¡Salvemos la Religión aunque perezcan los Fueros!».
Se rebelaron en el norte de España numerosos grupos de jóvenes que normalmente eran comandados por veteranos de la primera guerra. Todo fue según lo previsto, el pretendiente cruzó la frontera francesa en Navarra el 2 de mayo de 1872 y se puso al frente del alzamiento, pero el 4 de mayo el general gubernamental Domingo Moriones entró por sorpresa en el campamento carlista de Oroquieta, atacando a los insurrectos. La victoria fue aplastante y el pretendiente tuvo que cruzar precipitadamente la frontera francesa, poniendo fin, momentáneamente, a la insurrección en las Provincias Vascongadas y Navarra tras la firma del Convenio de Amorebieta el 24 de mayo entre el presidente del gobierno de Amadeo I, Francisco Serrano, y los líderes carlistas de Vizcaya. Sin embargo, el convenio fue mal recibido por las Cortes, y Serrano tuvo que dimitir. Tampoco se aceptó el convenio desde el bando carlista, y el pretendiente consideró a los firmantes como traidores.
Tras el fracaso del primer levantamiento en las Provincias Vascongadas y Navarra, el pretendiente destituyó a la mayoría de los jefes militares y estableció el 18 de diciembre como fecha para la nueva sublevación. Esta no logró un mayor apoyo entre la población, pero fue más sólida. Pronto se armaron nuevas partidas, entre las que destacó la del Cura Santa Cruz.

#### Cataluña y Valencia

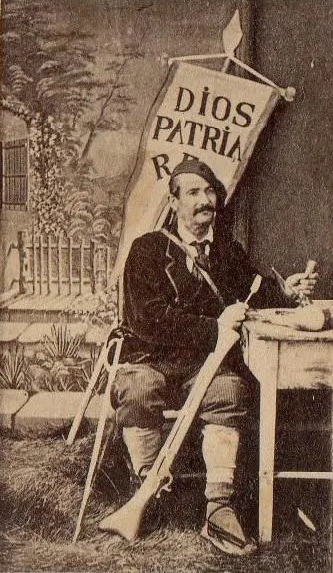
Mariano de la Coloma, jefe de una partida en Cataluña.

En Cataluña, el rescoldo carlista, mantenido por los antiguos combatientes y algunas familias de la payesía, volvió a encender la guerra civil desde 1872. En primer lugar, el campo de Cataluña estaba aún lejos de haber sido pacificado, sobre todo en las zonas montañosas. Cualquier medida contraria a la tradición del país podía provocar una insurrección. El anticlericalismo de los Gobiernos de la Revolución encontró enorme oposición en los lugares de la montaña tradicional adeptos al clero. Así pues, jefes del antiguo carlismo y propietarios medios arrastraron a la lucha a elementos aventureros. En conjunto formaron un ejército no demasiado numeroso pero relativamente disciplinado, que logró imponerse varias veces en el campo de batalla.
El levantamiento se realizó incluso antes de la fecha que había designado el pretendiente. Juan Castells, al frente de 70 hombres, se sublevó unos días antes. El pretendiente nombró a su hermano Alfonso Carlos como capitán general de Cataluña, aunque hasta fin de año no cruzó la frontera y fue Rafael Tristany quien asumió transitoriamente el puesto. En esta zona la insurrección no se apagó tras la derrota en Oroquieta. Aunque se formaron partidas guerrilleras en casi todas las comarcas catalanas, no se llegó a organizar una estructura militar común. La revitalización de la insurrección en el frente norte y la llegada de Alfonso Carlos en diciembre de 1872 reactivaron las partidas carlistas en Cataluña, al tiempo que la partida de Pascual Cucala conseguía el apoyo popular en el Maestrazgo y se formaban otras hasta totalizar unos 3000 hombres. En la provincia de Valencia, los carlistas mantenían 2000 hombres armados en diversas partidas y en la provincia de Alicante unos 850.

### 1873

#### Navarra y Provincias Vascongadas

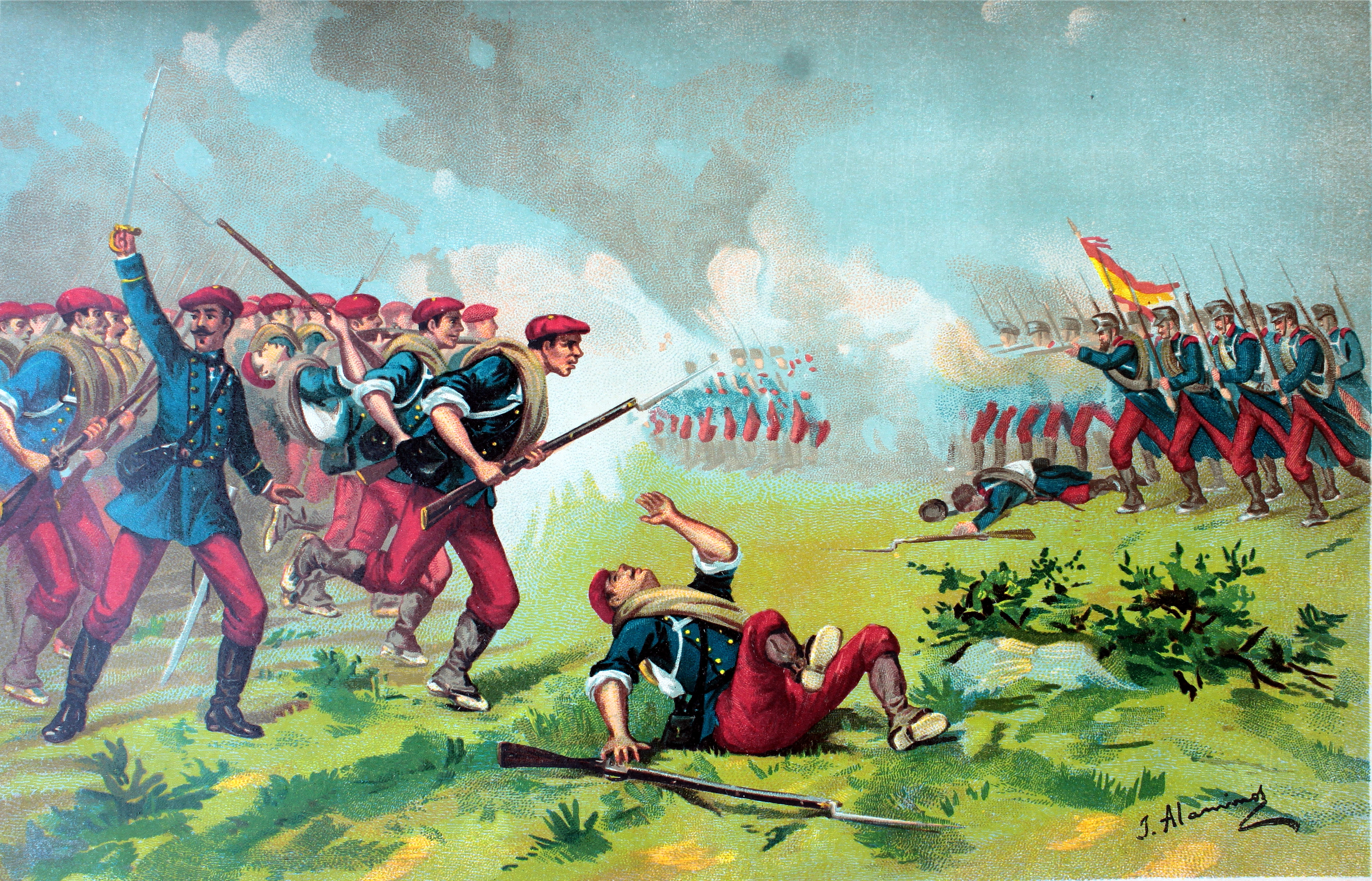
Acción de Santa Bárbara (1873)

El año comenzó de forma favorable para los carlistas. Las disensiones en el gobierno permitieron que el carlismo pudiese afianzar su posición. La proclamación de la república en febrero de 1873, unida a la guerra en Cuba, y la insurrección cantonalista, dejaron al nuevo gobierno republicano imposibilitado.
Los carlistas realizaron una leva de hombres de entre 20 y 30 años. Además los generales Dorregaray y Elío reclutaron multitud de soldados en su marcha por Navarra. El nuevo general republicano, Manuel Pavía, ofrece la paz y el mantenimiento de los fueros, pero el clero alentó a los carlistas, que lograron vencer en Eraul a Pavía. Esta victoria junto a otras como la de Belabieta o Mañeru dieron alas al carlismo en las Provincias Vascongadas. La república ordenó entonces la evacuación de multitud de localidades vascas y navarras, quedando este territorio, como en 1835, todo bajo poder carlista salvo las capitales. Carlos VII atravesó de nuevo la frontera el 16 de julio, fijando la capital del "estado carlista" en Estella. Se estableció un gobierno estable en esa ciudad, con carteras ministeriales: gobierno, justicia, educación, diputaciones y juntas generales, prensa y guerra. Existía también un Código Penal, Tribunal Supremo de Justicia, aduanas, servicio de correos, y en 1874 se estableció una universidad en Oñate.
La segunda mitad del año sería para los tradicionalistas tan provechosa como la primera. Don Carlos realizó una gira en sus territorios, logrando el favor de sus "súbditos". La toma de Éibar y su arsenal por los facciosos supuso un nuevo golpe para el gobierno, que a finales de verano de ese año llevó a cabo una serie de ofensivas a fin de recuperar algunos puntos clave. Esta campaña finalizó con la batalla de Montejurra, en la que los carlistas volvieron a vencer al ejército gubernamental.

#### Aragón, Cataluña y Valencia
El general Marco de Bello había organizado la división aragonesa y la administración civil y militar de la región. Pese a esta organización tenían serios problemas para pagar a los soldados y armarlos ya que se pertrechaban con lo quitado al enemigo o compradas en el extranjero. Organizó varios batallones carlistas y las compañías del Pilar que eran soldados de preferencia dentro del ejército carlista del Centro. Perdió algunos combates como en Caspe pero pudo rechazar un ataque de los republicanos a Cantavieja. Las partidas en el Maestrazgo fueron aumentando y mezclándose con las de Aragón, Cataluña, Cuenca y Albacete. Así por ejemplo la partida de Cucala entraba y salía de Cataluña continuamente.
En Cataluña el coronel carlista Cercós venció en la acción de Albiol. También se libraron las batallas de Campdevánol, por el Infante Don Alfonso Carlos; de San Quirico de Besora y de Alpens, por el general Savalls, muriendo en esta última el liberal Cabrinetty. Los carlistas lograron conquistar Igualada y Berga, y se libraron las acciones de Caserras y Oristá, por Don Alfonso Carlos; la de Prades, ganada por el general Tristany; así como las de Sanahuja, la de Bañola, por el general Auguet, y la de Prats de Llusanés, por el general Savalls.
En Valencia el brigadier Cucala venció en la acción de Játiva; mientras que Santés logró entrar en Albacete y conquistó Cuenca.

### 1874

#### Navarra y Provincias Vascongadas

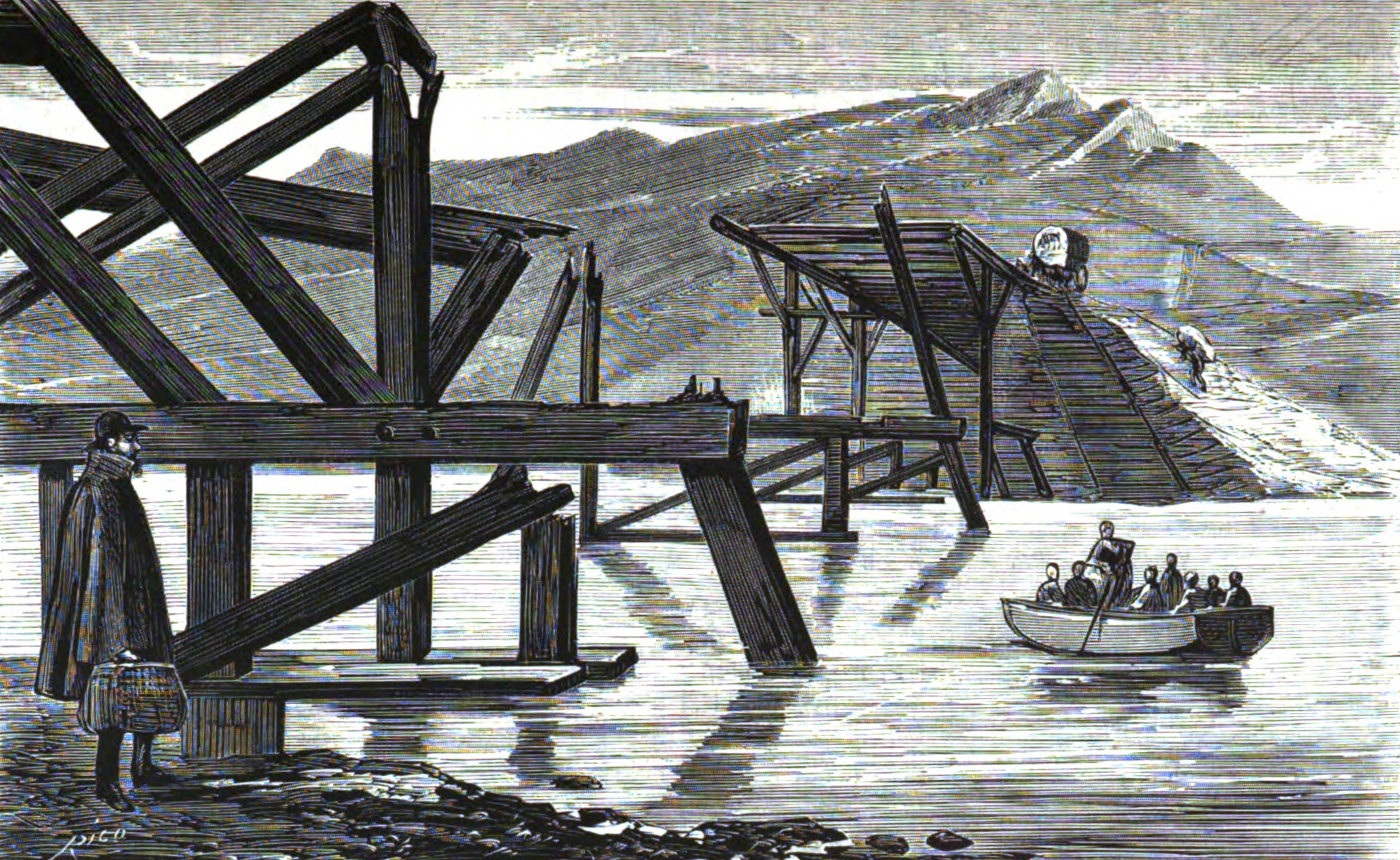
Puente destruido por los carlistas en la ría de Guriezo en los alrededores de Castro Urdiales (inicios de 1874). Grabado a partir de dibujo de Pellicer.

El año de 1874 fue el que decidió el curso de la guerra. El gobierno republicano estaba sumido en el caos, pero el golpe de Estado del general Pavía permitió a Serrano asumir de forma dictatorial el mando de la república. Esto hizo que los gubernamentales organizaran el ejército, pudiendo apaciguar a los cantonalistas insurrectos, hecho que permitió centrar sus tropas en la lucha contra los carlistas. A pesar de ello, don Carlos se creía superior, por lo que ordenó en febrero tomar Bilbao. El sitio de Bilbao, último que sufriría la ciudad de manos carlistas, se saldó con una importante victoria republicana.

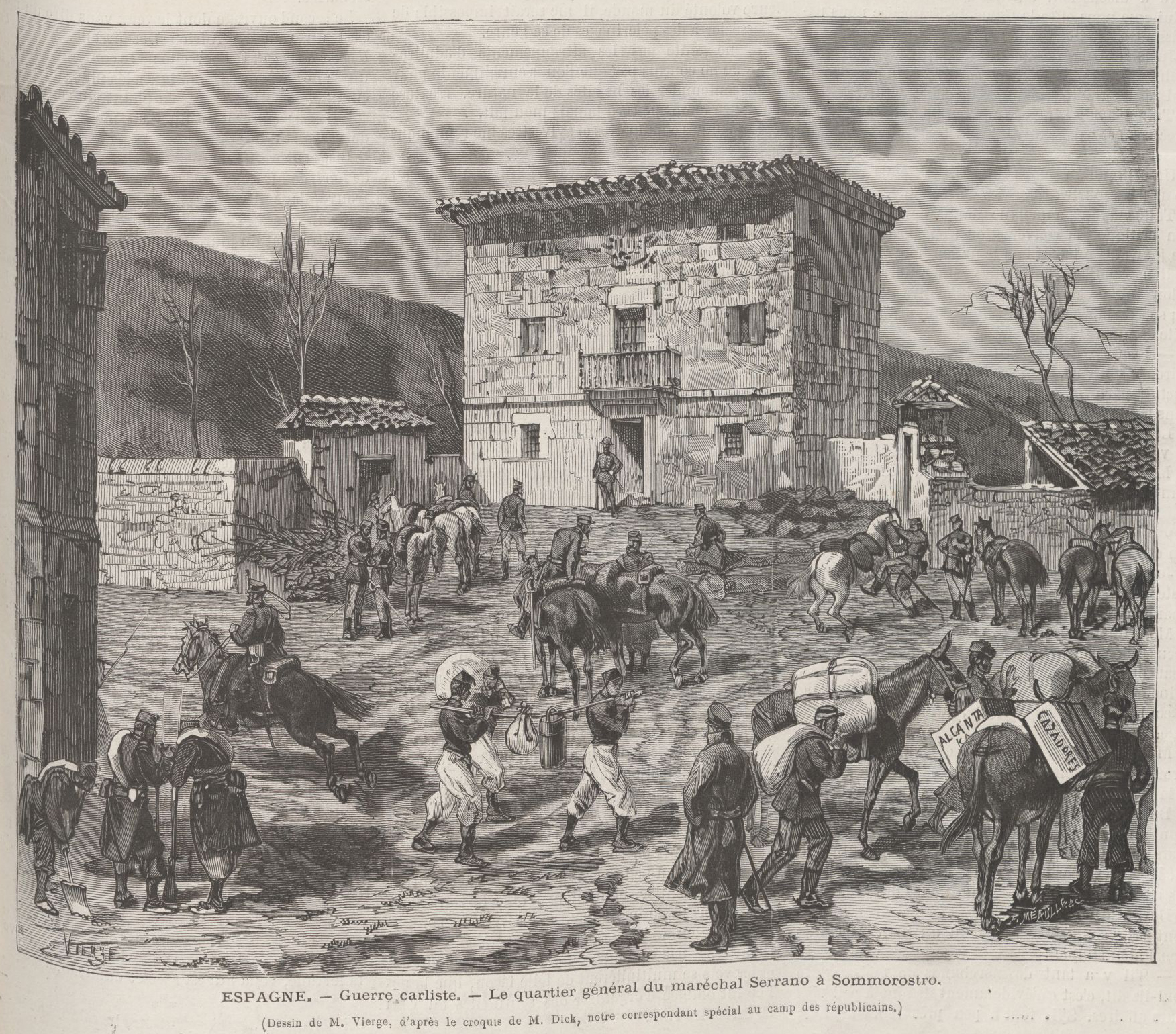
Cuartel general de Serrano en Somorrostro, dibujo de Vierge (Le Monde Illustré, 4 de abril de 1874)

En 1874 en el Norte tuvo lugar la conquista de Portugalete por el general Dorregaray. La acción de Ontón, por el general Andéchaga, y habiéndose puesto sitio a Bilbao, fue derrotado el general Moriones por el carlista Ollo en la batalla de Somorrostro, y el general Serrano, por el propio Carlos VII, en San Pedro Abanto. Pero pudo romper las líneas carlistas el republicano Concha, derrotando a Elío en Las Muñecas, liberando Bilbao.

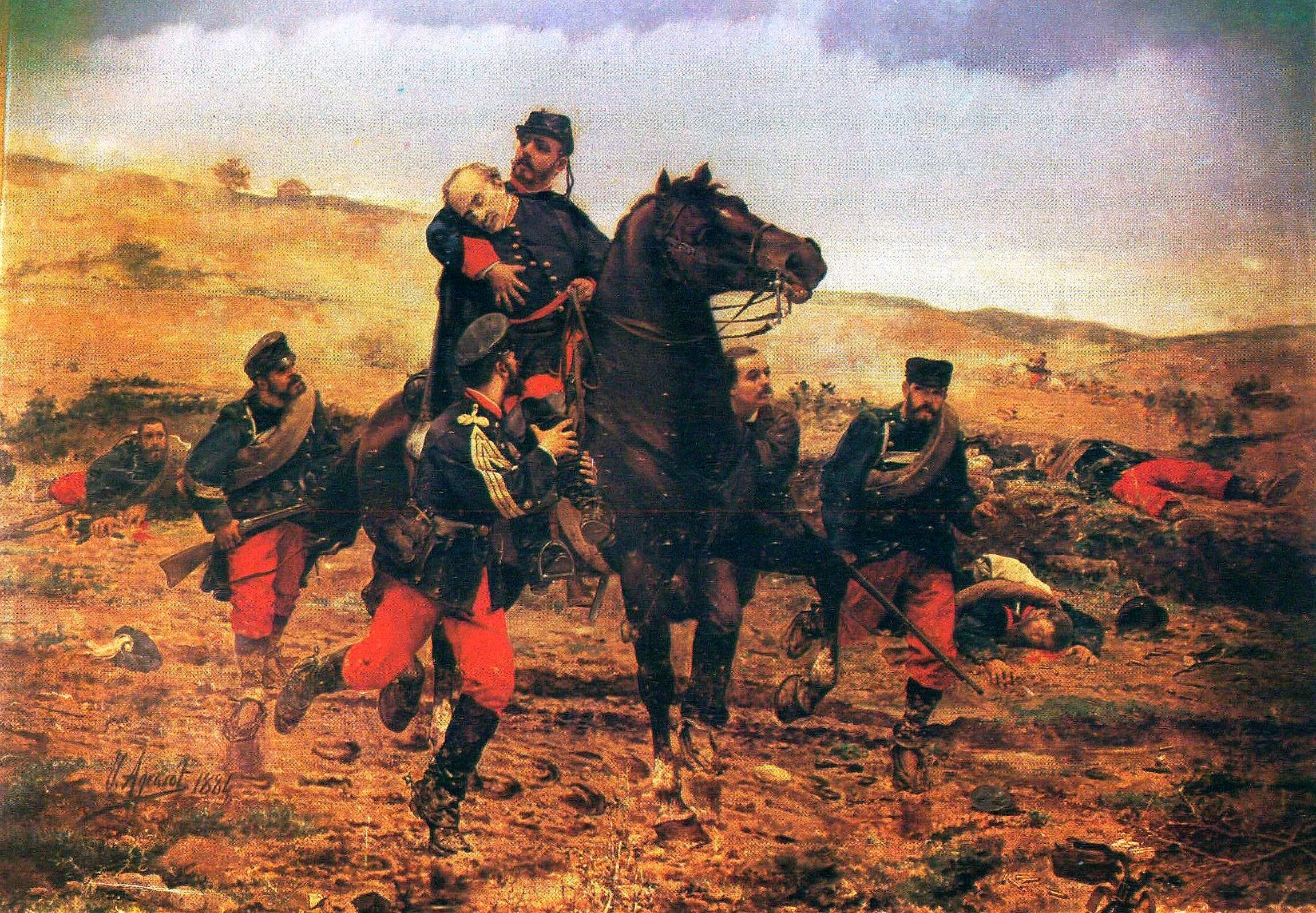
Muerte de Manuel Gutiérrez de la Concha (junio de 1874), cuadro de Agrasot.

El gobierno trató de acabar entonces con la guerra conquistando Estella, pero fue incapaz, siendo derrotados los liberales en Abárzuza, en la que murió el republicano Concha. Esta derrota supuso un duro golpe para los republicanos, además de una nueva oportunidad para don Carlos, que trató de tomar una gran plaza de nuevo. Sitiaron los carlistas Vitoria, Irún, San Sebastián y Pamplona. Sin embargo, ninguna de estas ciudades cayó, pero no fue este el verdadero problema carlista a finales del año. Arsenio Martínez-Campos había proclamado a Alfonso XII, hijo de Isabel II como rey de España. Esto hizo que muchos carlistas moderados se pasasen al bando alfonsino, debilitando enormemente a los facciosos.
Ese año los carlistas también ganaron la acción de Biurrun, por el general Pérula; la de Urnieta, por los generales Egaña y Díaz de Mogrovejo, y la de Santa Marina, por el brigadier Ormaeche.

#### Cataluña y Valencia
En el 1874 el infante Alfonso envió los hombres de Vallés (carlistas de Tarragona) a reforzar los hombres del Maestrazgo. Los carlistas pudieron llegar a crear un miniestado con centro en Cantavieja que, después de ser asediada, tuvo que capitular. La movilización carlista se redujo en otras zonas a pequeñas partidas aisladas; destacaban unos 400 hombres en Extremadura y las partidas de Castilla la Nueva, sobre todo en la provincia de Ciudad Real, donde al menos diez partidas, más o menos controladas por el general Regino Mergeliza y Vera tuvieron en jaque a las tropas oficialistas, destacando especialmente las de Crisanto Gómez, Antonio Merendón Mondéjar y Amador Villar.

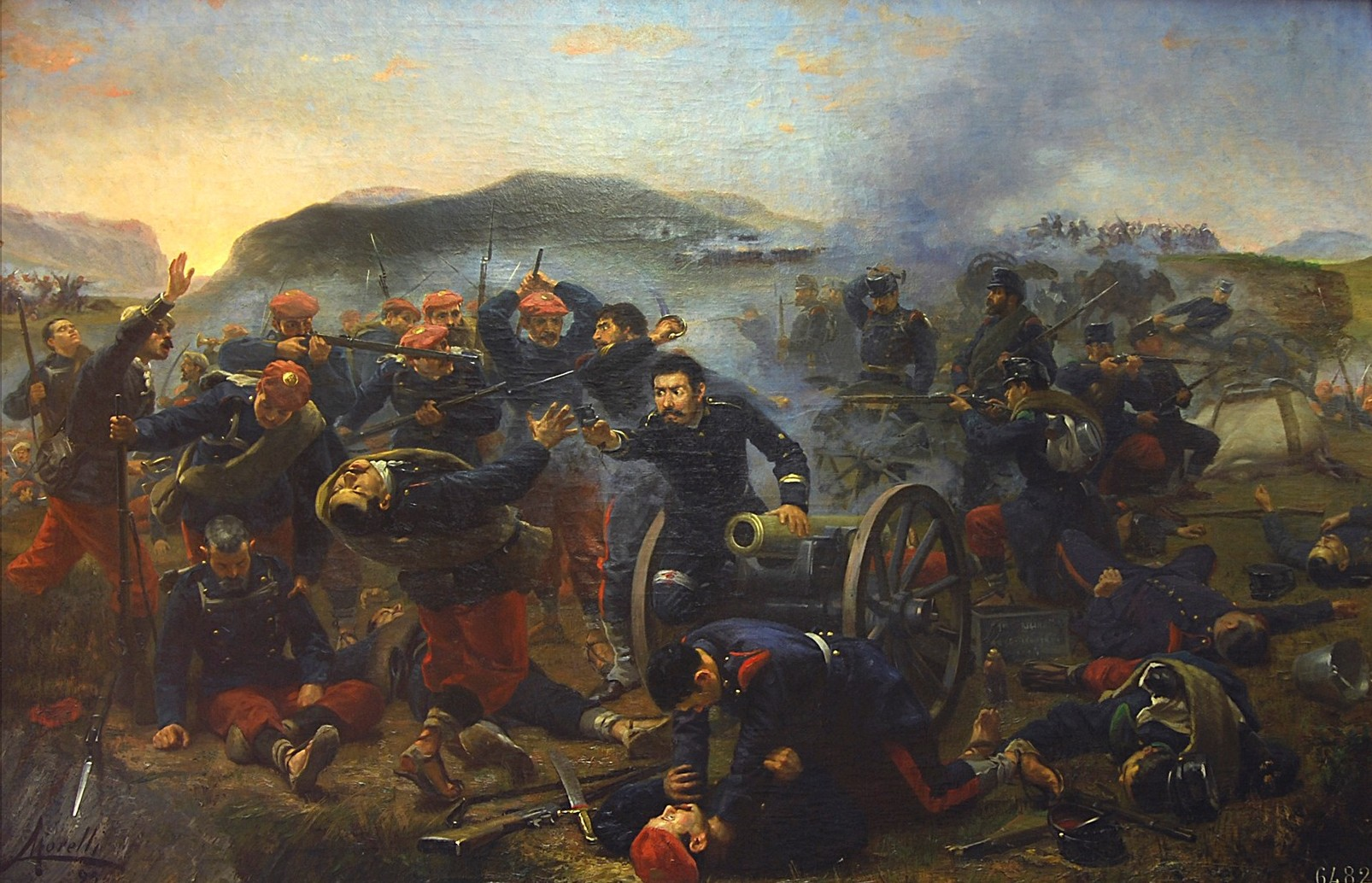
Muerte del capitán Eduardo Temprado y Pérez el 14 de marzo de 1874 en la batalla de Castellfullit, cuadro de Victor Morelli.

En marzo de ese año, las fuerzas carlistas, dirigidas por Francisco Savalls, pusieron sitio a Olot y, tras conquistarla, la convirtieron en su capital. En julio se establece en San Juan de las Abadesas la Diputación de Cataluña, que presidía Tristany, y que intentaba dotar de una organización político-administrativa a los territorios controlados por los carlistas catalanes.
Los carlistas también obtuvieron victorias como la conquista de Vich y la acción de Cardona, ganadas por el general Tristany. Las acciones de Ribelots, de La Creu, Castelfullit de la Roca, donde cayó prisionero el general republicano Nouvilas, y la de Castellón de Ampurias, ganadas las tres por Savalls, y la de Belmunt, ganada por el general Moore.
En Valencia se destaca la defensa de Cantavieja por el coronel carlista Lacambra y la enerada de Vinaroz por el Brigadier Vallés; y

En rojo, máxima expansión del carlismo, a finales de 1874.

#### Castilla la Nueva
También cabe destacar la conquista de la ciudad de Cuenca en el año 1874 por tropas carlistas al mando de Alfonso Carlos y su esposa María de las Nieves de Braganza. En Castilla la Nueva se libró también la acción de Retamosa, donde murió el general carlista Sabariegos, y la de Piedrabuena, donde murió el coronel carlista Díez de la Cortina.

### 1875
Restaurada la monarquía borbónica, el nuevo rey Alfonso XII hizo un llamamiento a los carlistas para que depusieran las armas a cambio del mantenimiento de los fueros, pero no obtuvo respuesta. En la llamada «proclama de Peralta» de 22 de enero de 1875 dijo:

Todo, pues, me persuade a un tiempo en que no está lejano el día en que soltéis de las manos las armas que hoy esgrimiríais ya contra el derecho monárquico que jurásteis, contra la Iglesia misma representada por su Príncipe y Prelados y contra la Patria. Soltadlas y volveréis inmediatamente a disfrutar las ventajas todas que durante treinta años gozásteis bajo el cetro de mi Madre... Antes de desplegar en las batallas mi bandera, quiero presentarme a vosotros con un ramo de olivo en las manos. No desoigáis esta voz amiga que es la de vuestro legítimo Rey.

Por su parte el gobierno liberal-conservador de Antonio Cánovas del Castillo, formado tras el triunfo del pronunciamiento de Sagunto de 29 de diciembre de 1874 que proclamó como rey de España a Alfonso XII, intentó eliminar el apoyo que recibían los carlistas de los sectores católicos y de la jerarquía eclesiástica revisando las medidas «antirreligiosas» adoptadas durante el Sexenio Democrático ―«el carlismo más que con las armas, se le vencerá quitándoles la bandera», le dijo Manuel Duran y Bas a Cánovas―, y presentando en mayo de 1875 una queja ante el Vaticano por su falta de cooperación para «la terminación de la guerra civil» y por su apoyo a un clero que «conspira y está en armas contra el Rey». Un logro político del gobierno fue conseguir que el viejo general carlista Ramón Cabrera, entonces residente en Londres, reconociera como rey a Alfonso XII y que además declarara estériles los combates entre católicos. La reacción del pretendiente carlista Carlos VII fue despojar a Cabrera de todos los honores y empleos que le había concedido. Según Carlos Seco Serrano, la «conversión» del viejo «caudillo» carlista se debió especialmente a la grata impresión que le causó el príncipe Alfonso cuando lo visitó en la Academia de Sandhurst. A cambio obtendría el reconocimiento como capitán general y de los títulos que usaba.

#### Navarra y Provincias Vascongadas

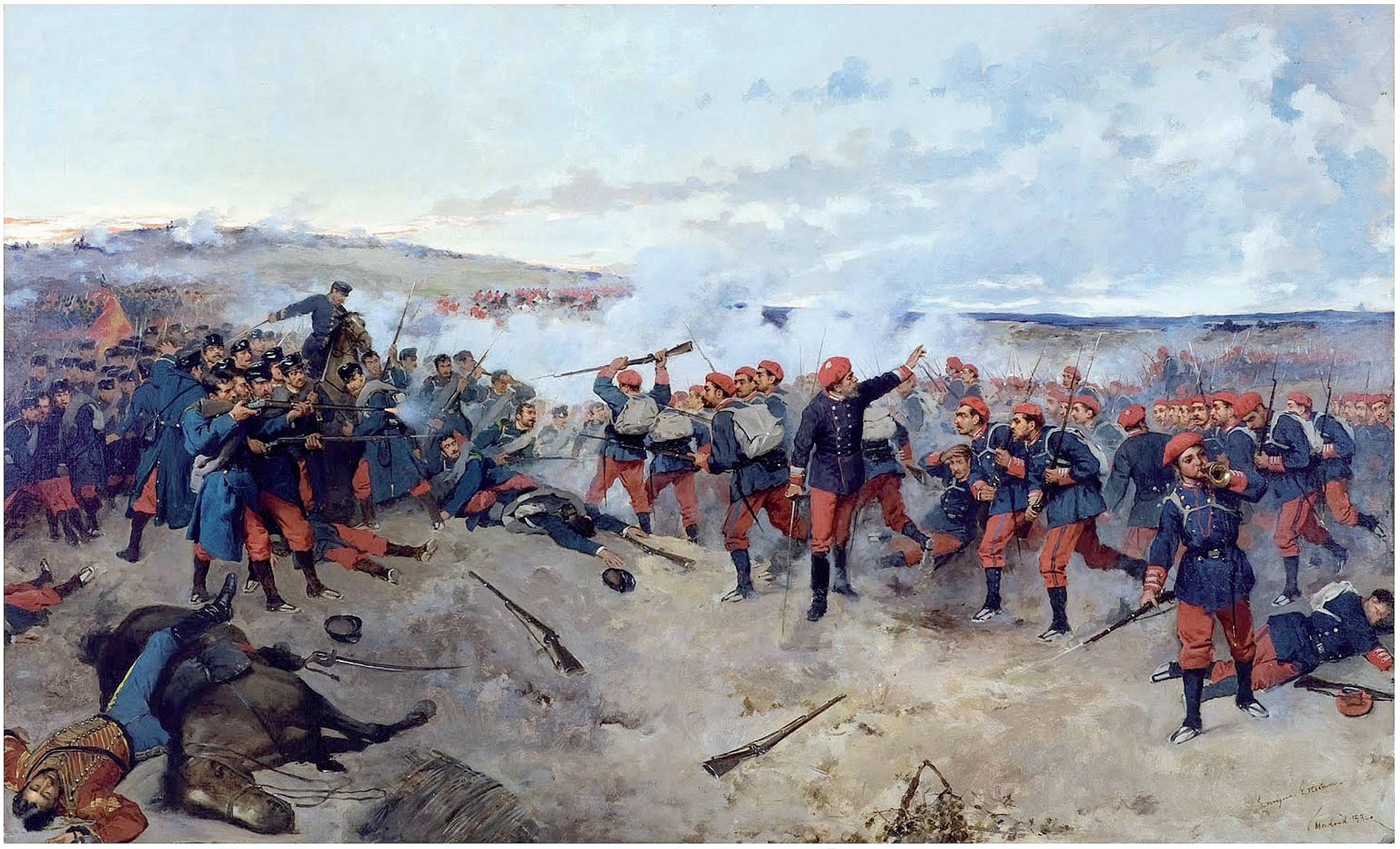
Batalla de Lácar (3 de febrero de 1875), cuadro de Enrique Estevan y Vicente.

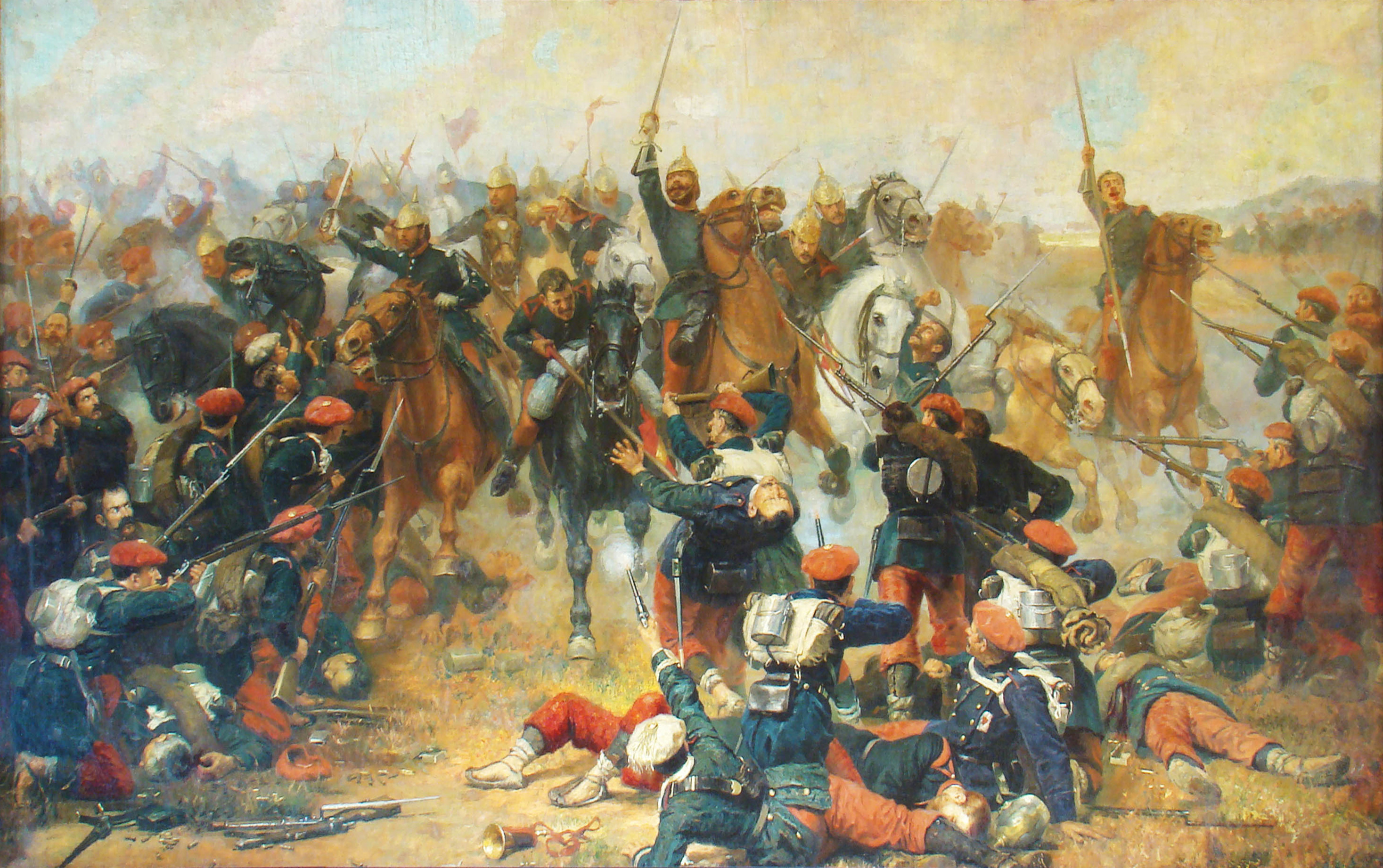
Batalla de Treviño (7 de julio de 1875), cuadro de Victor Morelli

Cánovas del Castillo, cerebro de la Restauración, intentó llegar a un acuerdo con don Carlos a principios de año. Le propuso el casamiento del rey Alfonso con su hija Elvira, además de permitir el mantenimiento de los fueros. Pero Carlos VII se negó a hacer negociaciones.[cita requerida]
Ante la imposibilidad de alcanzar la paz por la diplomacia, el ejército alfonsino, que sumaba ya más de 70 000 combatientes, lanzó una brutal ofensiva sobre Álava. Los carlistas, que apenas disponían de 33 000 soldados, no tenían nada que hacer. Las acciones de esta campaña se limitaron a los bombardeos de algunas plazas en poder carlista, para después romper el cerco de Vitoria. Los carlistas se replegaron entonces a Arlabán, habiendo perdido casi toda la provincia.
En Navarra, la situación no era mejor. En noviembre los carlistas ya habían perdido la mitad del territorio de dicha provincia, viendo además amenazada Estella, núcleo del carlismo.
Los carlistas obtuvieron una importante victoria en la batalla de Lácar, en la que Alfonso XII tuvo que escapar a caballo para no caer prisionero.
Otras acciones libradas en el Norte en este mismo año fueron las de Indamendi, ganada por el general Egaña; la de Arbolacha, por el general Berriz; la de Choritoquieta, por el general Rodríguez Román; la de Villaverde de Trucios, por el general Carasa, y la de Lumbier, por el general Pérula, en la que ganó medalla militar el duque Roberto de Parma.

#### Aragón, Cataluña y Valencia
En la noche del 6 al 7 de julio de 1875, las fuerzas del General Martínez Campos se preparan para la toma de la plaza fortificada de Cantavieja (Teruel) en la comarca del Maestrazgo. En el combate se presenta voluntaria la 2.ª Compañía de Arapiles para la columna de asalto, acción en la que pereció el soldado gastador D. Agustín Martínez Rodríguez, siéndole concedida la Cruz Laureada de San Fernando a título póstumo.
Este sería en Cataluña el último año de lucha, ya que en noviembre de 1875 ninguna plaza en el este permanecerá fiel al movimiento carlista. En marzo de 1875, Martínez-Campos ocupó Olot y sometió a sitio Seo de Urgel. Su conquista por las tropas gubernamentales en agosto hizo que el 19 de noviembre finalizara la lucha en Cataluña.

### 1876

#### La lucha final

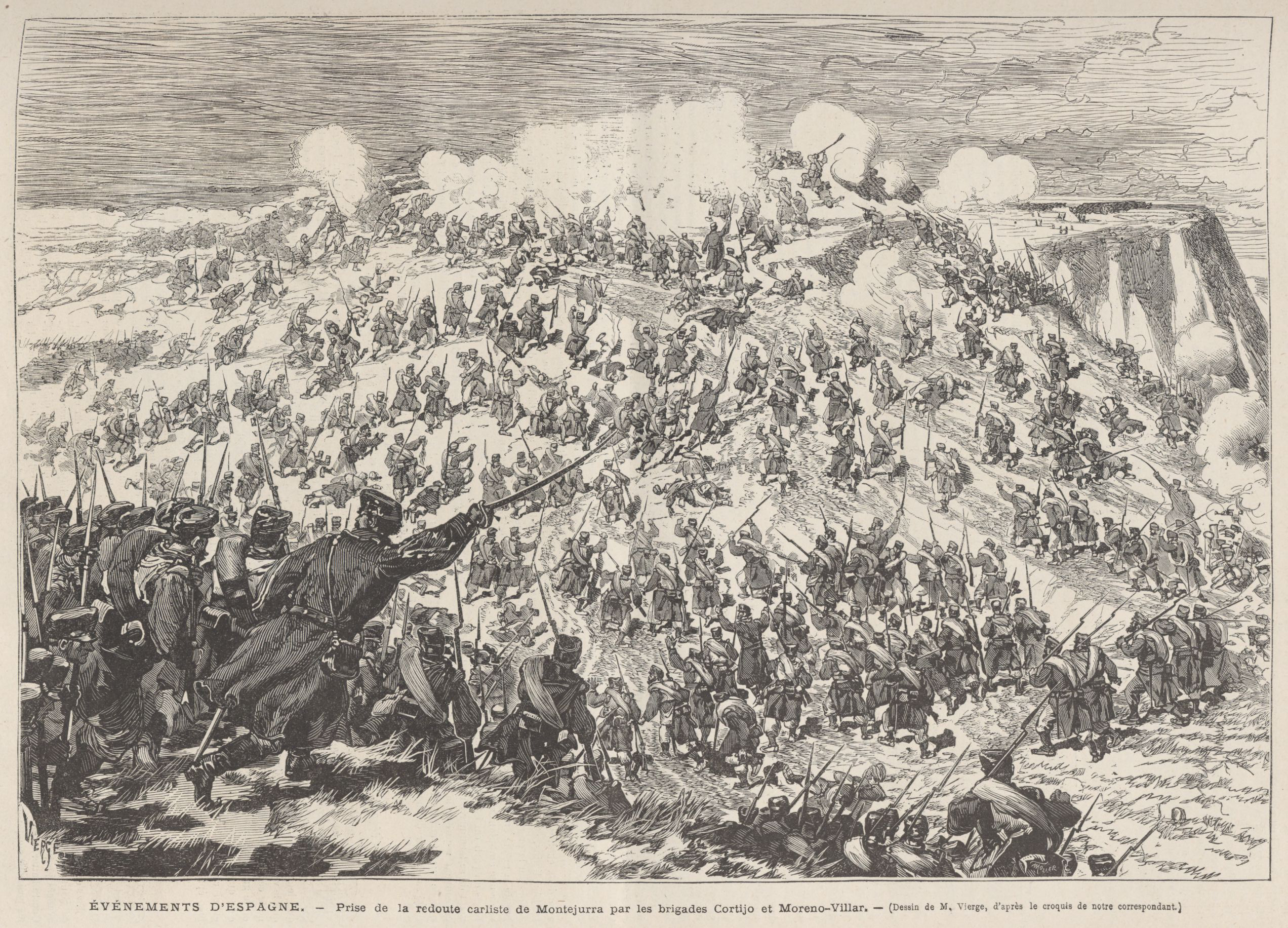
Batalla de Montejurra, febrero de 1876, en Le Monde Illustré.

Tras el fin de la lucha en Cataluña, más de 120 000 soldados se prepararon para finalizar la guerra en el norte. Los carlistas que no habían rendido las armas sumaban una cantidad cuatro veces inferior. Los alfonsinos prepararon dos ejércitos, uno en el este, dirigido por Martínez-Campos, y otro en el oeste comandado por Quesada. Solo era cuestión de tiempo, el 5 de febrero de 1876 se enfrentaron carlistas y liberales en la acción de Abadiano. Es la última acción de importancia registrada en Vizcaya cuando ya la guerra tocaba a su fin.

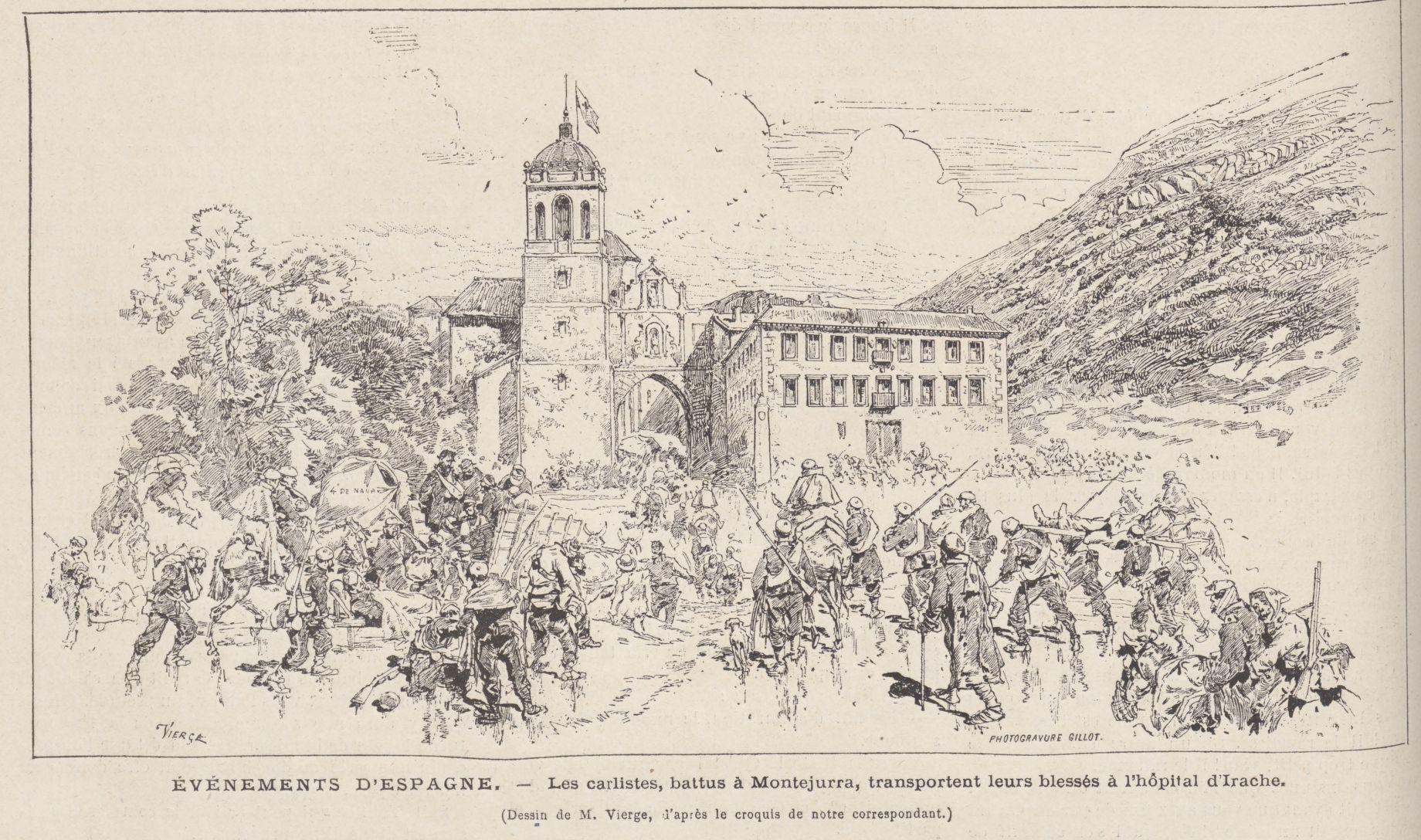
Los carlistas, derrotados en Montejurra, transportan a sus heridos al hospital de Irache, dibujo de Vierge (Le Monde Illustré, 4 de marzo de 1876).

Fueron derrotados los batallones carlistas de Carasa, Cavero y Ugarte por las divisiones liberales mandadas por el general Loma, Goyeneche, Álvarez Maldonado y Villegas. La retirada se efectuó por el alto de Elgueta con dirección a Zumárraga. Los facciosos fueron empujados hacia los Pirineos. A finales de febrero, Estella cayó y don Carlos huyó hacia Francia, al grito de "volveré", que no cumplió. El último reducto fiel al carlismo, el castillo de Lapoblación, sucumbió el 2 de marzo. La guerra había terminado.
En la proclama al Ejército con motivo del fin de la guerra Alfonso XII, que había estado presente en el teatro de operaciones vasco-navarro —de hecho entró al frente de las tropas primero en San Sebastián y luego en Pamplona (en esta última ciudad el mismo día 28 de febrero en que Carlos VII abandonaba España)— dijo lo siguiente:

Soldados: con pena me separo de vosotros. Jamás olvidaré vuestros hechos; no olvidéis vosotros, en cambio, que siempre me hallaréis dispuesto a dejar el Palacio de mis mayores para ocupar una tienda en vuestros campamentos; a ponerme al frente de vosotros y a que en servicio de la patria corra, si es preciso, mezclada con la vuestra, la sangre de vuestro Rey.

En la «proclama de Somorrostro» del 3 de marzo se hizo un llamamiento a la reconciliación: «a ninguno debe humillarle su derrota; que al fin, hermano del vencedor es el vencido». Cuando Alfonso XII volvió a Madrid hizo su entrada en la capital bajo arcos de triunfo aclamado por la multitud y se le otorgó el sobrenombre de «El Pacificador».

## Estado carlista

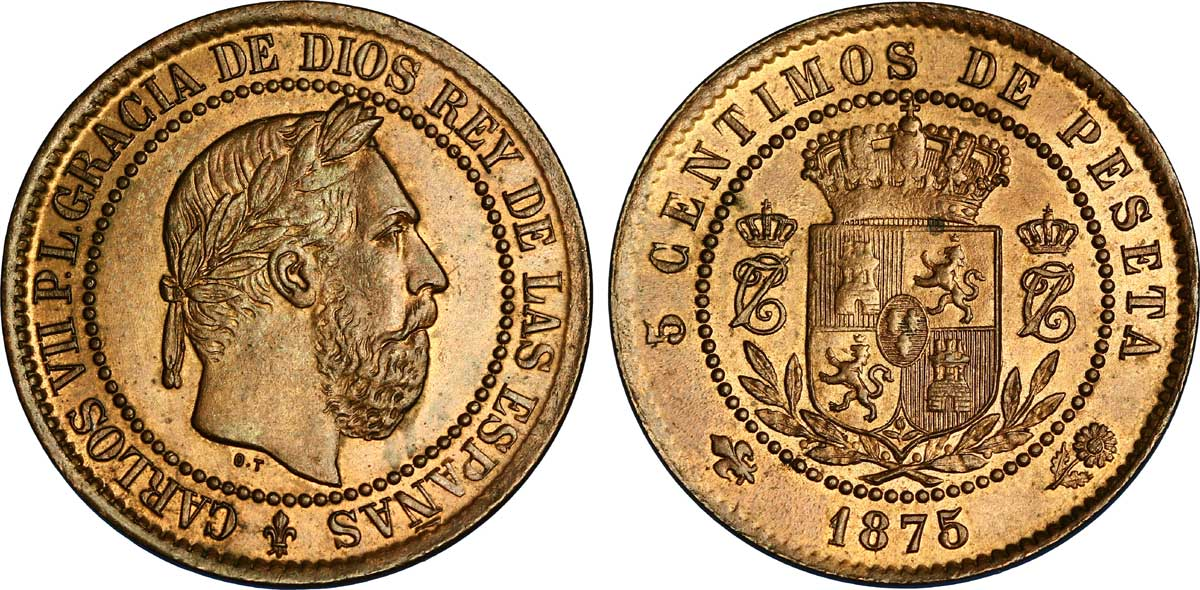
Moneda carlista de cinco céntimos de peseta con la efigie del pretendiente Carlos VII, «P[or] L[a] GRACIA DE DIOS REY DE LAS ESPAÑAS».

Durante la campaña, Carlos VII organizó el Estado carlista y, en ciertos aspectos, llegó a superar al de su abuelo Carlos V durante la primera guerra. Pero no hubo trasiego de ministros. La primera Secretaría de Estado que se creó fue la de Guerra, de la que estuvo encargado el general Elío. Y durante ciertos espacios de tiempo en que el titular no pudo encargarse de su despacho, le sustituyó interinamente el general Plana, unas veces, y el general Llavanera, otras. Otro ministerio que no tardó en constituirse fue el de Estado, que ocupó el vicealmirante Martínez de Viñalet. Posteriormente se constituyeron los de Gobierno político y Hacienda, que desempeñó el conde de Pinar. Más tarde se constituyó el Ministerio de Gracia y Justicia, que desempeñó el jurisconsulto Díaz del Río. Habiéndose suprimido la Secretaría de despacho, de Estado, se creó una Dirección General de Relaciones Exteriores, que ocupó el escritor Suárez Bravo, que pertenecía a la carrera consular y, además, hubo una Dirección General de Comunicaciones, que desempeñó el conde de Belascoáin. Como en la primera guerra, se constituyeron las Diputaciones o Juntas de las Vascongadas, Navarra y Castilla. Pero, además, se formaron Diputaciones en Cataluña, Valencia y Aragón.

## Consecuencias
Los soldados carlistas que depusieron las armas pudieron incorporarse al ejército gubernamental con el mantenimiento de todos los grados y condecoraciones, pero pocos lo hicieron. Para las provincias vascongadas y Navarra, el final de esta guerra supuso la definitiva desaparición de parte de los fueros, con la ley abolitaria del 21 de julio de 1876. Esta decisión fue unánimemente aceptada por todas las provincias, incluyendo las damnificadas, que no pudieron hacer nada en contra de la decisión debido al gran contingente militar que aún restaba en su territorio. El fin del gobierno foral en el País Vasco hizo que el gobierno de Antonio Cánovas pactase el llamado primer acuerdo económico vasco, en el que se seguía dando cierta libertad económica a esta región, permitiendo a las autoridades locales recaudar ellos mismos los impuestos. Por otra parte, la derrota y posterior supresión de los fueros aumentó el sentimiento fuerista vasco, dando lugar años después a la creación del Partido Nacionalista Vasco en 1895 por Sabino Arana, que defendería las ideas católicas del carlismo y, de manera independiente de este movimiento, que propugnaba el regionalismo, pasaría a defender el nacionalismo.
Desde la óptica alfonsina, la victoria legitimó aún más el gobierno de la Restauración, que se vio reforzado con la promulgación de la Constitución de 1876. El soberano otorgó a sus tropas la medalla de la guerra civil en operaciones (Medalla de Alfonso XII) y posteriormente, llegando incluso a conceder en casos muy destacados la destacada distinción de benemérito a la patria. Sin embargo respetó con honores a todos los condecorados por el otro bando y dejó establecidos como nobles del reino a todos los nobles que su rival había ennoblecido. La tercera guerra civil del siglo XIX acabó con una asimilación del bando perdedor sin hacer agravios al vencido.

## Batallas
- Batalla de Oroquieta
- Batalla de Eraul
- Sitio de Irún
- Batalla de San Marcos
- Primera batalla de Montejurra
- Sitio de Bilbao
- Primera batalla de Somorrostro
- Batalla de Monte Muru
- Sitio de Pamplona
- Toma de Cuenca
- Batalla de Lácar
- Batalla de Oteiza
- Segunda batalla de Montejurra
- Batalla de Vilabella-Salomò
- Acción de San Pedro de Abanto
- Batalla de Villafranca

## Filmografía
- José María Tuduri (director) (1986). Crónica de la guerra carlista (1872-1876) (Largometraje). Zulia Films. Consultado el 18 de octubre de 2013.
- José María Tuduri (director) (1990). Santa Cruz, el cura guerrillero (Largometraje). Zulia Films. Consultado el 12 de agosto de 2014.